# Râul Valea Stâlpului
Râul Valea Stâlpului sau Râul Stâlpul este un afluent al râului Bega Luncanilor. 

## Hărți
- Harta munții Poiana Rusca  Arhivat în 12 martie 2010, la Wayback Machine.
- Harta județul Timiș